# Mentol
Mentol é um composto orgânico obtido por síntese ou da extração do óleo de Mentha piperita ou outros óleos essenciais. 
Ele é um material ceroso, cristalino, de cor clara ou branca. Na temperatura ambiente encontra-se em estado solido e entra em estado de fusão a poucos graus acima. O mentol também é famoso por suas propriedades anestésicas e anti-inflamatórias, além de ser amplamente usado para combater inflamações na garganta. Além disso, ainda atua como um fraco barrador de receptor opioide. 

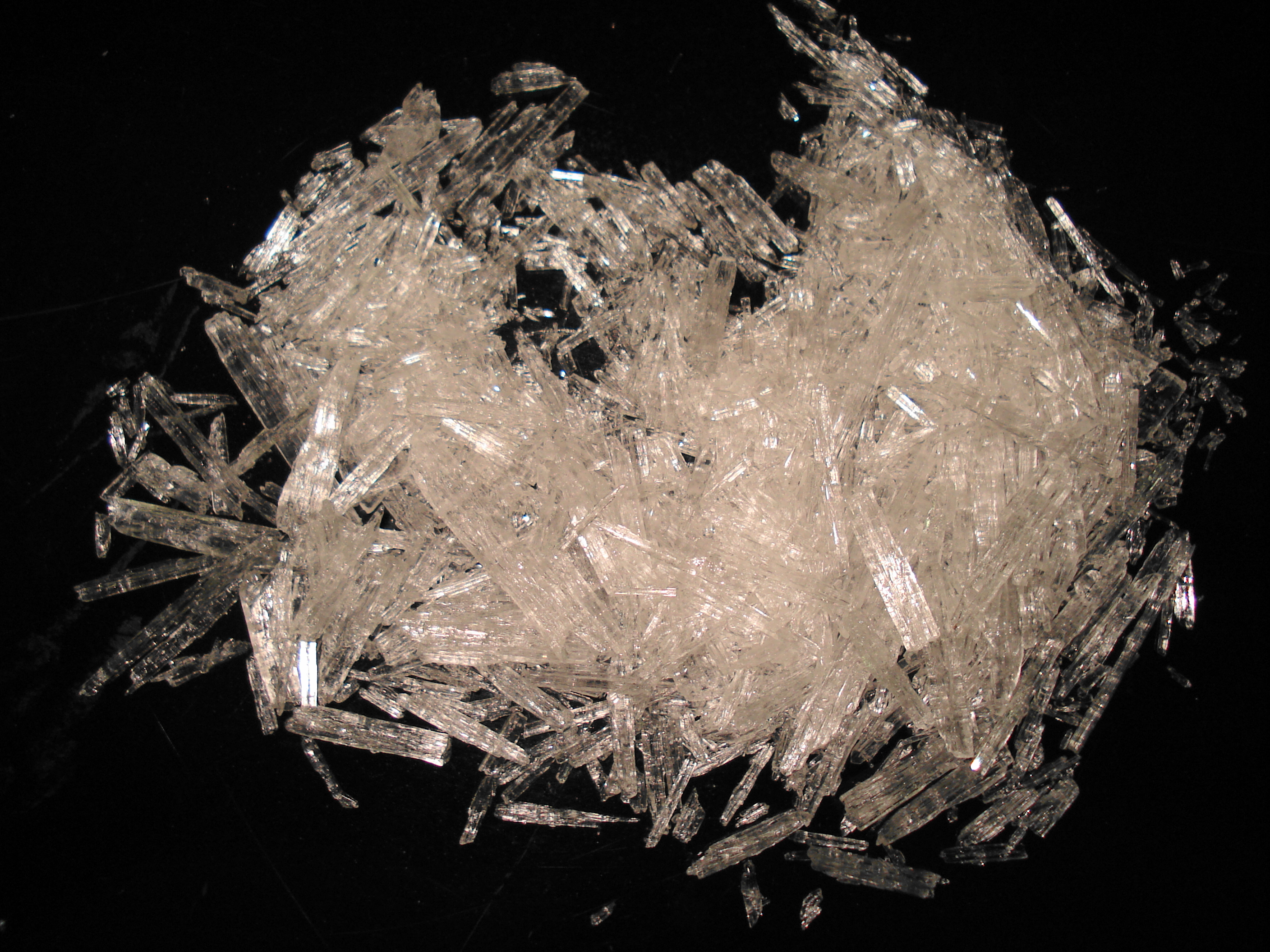
Cristais de Mentol